# PIRLS

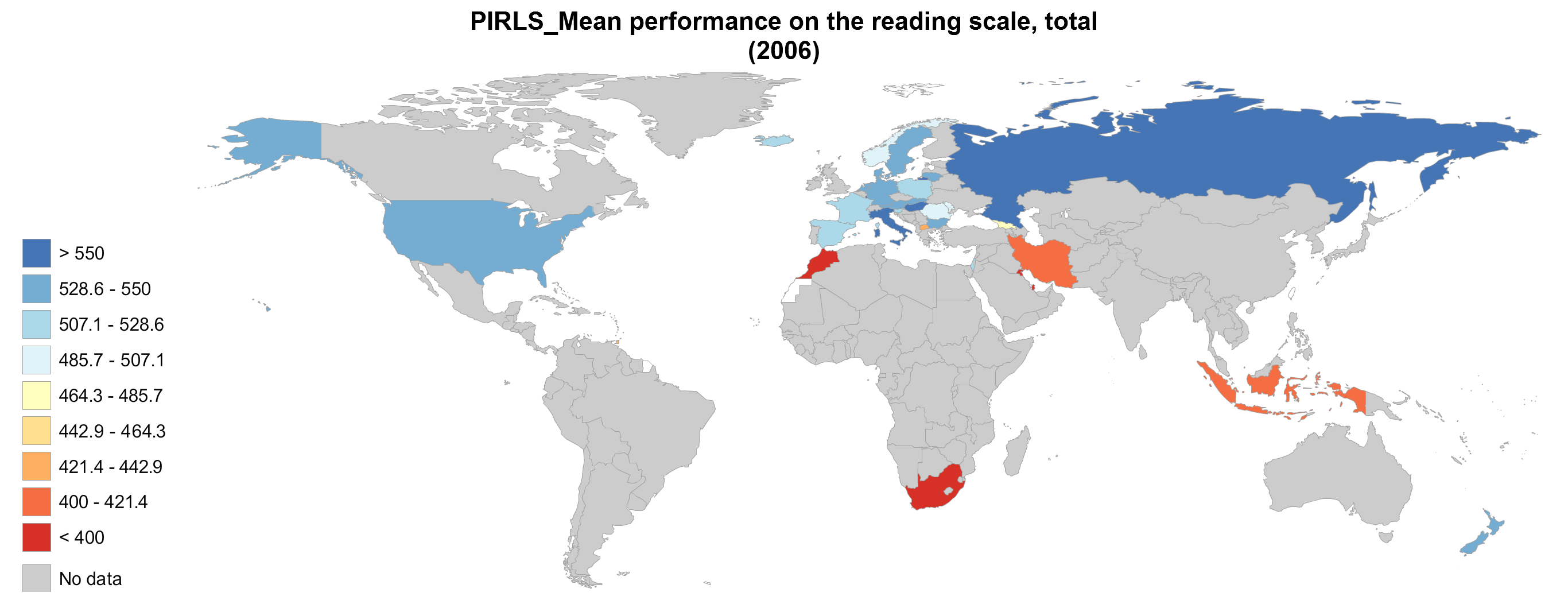
PIRLS 2006 - stupnice průměrného výkonu čtení

PIRLS (Progress in International Reading Literacy Study) je jedním z hlavních šetření IEA = International Association for the Evaluation of Educational Achievement (Mezinárodní asociace pro hodnocení výsledků vzdělávání). Jedná se o mezinárodní výzkum čtenářská čtenářské gramotnosti, který zjišťuje úroveň čtenářské gramotnosti žáků čtvrtého ročníku základní školy. Výzkum je realizován každých 5 let od roku 2001. Čtenářská gramotnost je pro tento výzkum definována jako „schopnost rozumět formám psaného jazyka, které vyžaduje společnost a/nebo oceňují jednotlivci, a tyto formy používat".
Šetření poskytuje mezinárodně srovnatelná data o tom, jak dobře děti čtou a nabízí relevantní informace pro zlepšení učení a výuky učitelů. Studie se provádí v klíčové fázi přechodu ve vývoji čtení dítěte: při přechodu z učení se číst na učení se čtením. Hodnocení výsledků čtení v této fázi poskytuje pedagogům a tvůrcům politik klíčové poznatky o účinnosti jejich vzdělávacího systému a pomáhá jim nalézt oblasti, které je potřeba zlepšit.

## Proč je PIRLS důležité?
PIRLS poskytuje jedinečnou příležitost ke srovnání čtení, znalostí a dovedností dětí čtvrté třídy v USA s jejich vrstevníky po celém světě. PIRLS doplňuje poznatky získané z národních hodnocení tím, že identifikuje silné a slabé stránky výkonu žáka v porovnání s žáky z celého světa. Výsledky informují o vzdělanosti a mezinárodní konkurenceschopnosti. PIRLS přináší hodnotné informace, které umožňují porovnat studující žáky v USA s ostatními žáky na světě. Šetření umožňuje pedagogům a tvůrcům politik prozkoumat ostatní vzdělávací systémy a nalézt postupy, které by mohly být aplikovány v USA a přispět tak do probíhajících diskuzí o tom, jakým způsobem zlepšit kvalitu vzdělání pro všechny studenty.
PRLS je vyvíjeno na základě mezinárodního rozhodovacího procesu, při kterém se snaží aktéři dosáhnout společného, shodného rozhodnutí. K tomuto procesu přispívají příspěvky od amerických a mezinárodních odborníků v oblasti čtení a měření výkonů. Hodnocení je pečlivě vytvořeno tak, aby bylo možné posoudit řadu strategií čtení s porozuměním pro dva hlavní účely: čtení pro literární zkušenost a čtení pro získání a používání informací. Hodnocení zahrnuje čtecí pasáže, následují otevřené otázky a otázky s výběrem odpovědí o textu. Dotazníky žáků shromažďují informace o podmínkách a souvislostech, ve kterých se děti učí číst a také postoje dětí ke čtení. 
Digitální PIRLS představuje nejmodernější hodnocení čtenářských dovedností 21. století. Země, které využívají digitální PIRLS mohou využít výhod počítačového hodnocení včetně vyšší efektivity při překládání a ověření překladu, vstupních dat a bodování, bez nutnosti tisku nebo přepravy. Digital PIRLS bude nabízen jako webový systém prostřednictvím školních nebo IEA webových serverů nebo prostřednictvím USB připojeného lokálně do počítače s operačním systémem Windows. Jako alternativu k digitální verzi mohou státy využít papírovou verzi PIRLS.

## Možnosti hodnocení

### Digitální PIRLS
PIRLS se vyvíjí s každým novým cyklem hodnocení. Poprvé, bude PIRLS v roce 2021 představeno prostřednictvím digitálního webového systému. Digitální hodnocení čtenářské gramotnosti bude zahrnovat řadu čtecích textů prezentovaných v poutavém a vizuálně atraktivním formátu, který bude motivovat žáky ke čtení a interakci s texty a ke zodpovězení otázek na porozumění textu. Digitální PIRLS v roce 2021 bude zahrnovat tzv. ePIRLS, což je inovativní hodnocení online čtení, které bylo zahrnuto do šetření v roce 2016. 

### ePRILS
ePIIRLS je inovativní hodnocení online čtení. Jedná se o počítačové hodnocení, které využívá poutavé a simulované internetové prostředí k prezentaci autentických školních úkolů pro žáky čtvrtých ročníků. Zahrnuje přírodovědní a sociální témata. ePIRLS monitorují, jak dobře žáci čtou, interpretují a kritizují informace v online prostředí, které vypadá jako internet.
Pomocí ikonky, která představuje učitele, se žáci pohybují na webových stránkách, kde zodpovídají otázky, vysvětlují vztahy a interpretují a integrují informace. Webové stránky obsahují vizuální data, která zahrnují fotografie, grafy, mapy, ale také navigační a dynamické prvky jako např. animace, hypertextové odkazy a vyskakovací okna. Okno v internetovým prohlížeči poskytuje studentům webovou stránku obsahující informace o jejich úkolech a naviguje je na stránkách. 

## Metody výzkumu

### Testy
Výzkum je realizován pomocí testů. Každý žák dostane test s časovým limitem 80 minut. Testy jsou zaměřené na dva čtenářské cíle - čtení pro literární zkušenost a čtení pro získání a používání informací.
Každý test obsahuje dva souvislé texty, které následuje přibližně 10 otázek. Texty mohou být doplněny o obrázky, grafy nebo tabulky. V rámci testu se objevují úlohy s výběrem několika odpovědí (typu multiple-choice) a úlohy s otevřenou odpovědí.

### Dotazníky
Cílem výzkumu PIRLS je taktéž zmapovat faktory, které ovlivňují čtenářskou gramotnost žáků. Dotazníky mají za úkol zjistit čtenářské návyky a chování žáků, ale také pokusit se osvětlit, co čtou rodiče žáků nebo jakým způsobem učí učitelé. Existuje žákovský, školní, učitelský a rodičovský dotazník.

## Cykly výzkumu

### PIRLS 2001
Výzkum PIRLS provedený v roce 2001 byl prvním cyklem z výzkumů čtenářské gramotnosti a tedy prvním hodnocením, který se zaměřoval na měření trendů v dosahování čtenářské gramotnosti dětí a postupů souvisejících s gramotností. Výzkum zkoumal tři aspekty čtenářské gramotnosti: proces porozumění, účel čtení a postoje žáků k čtenářské gramotnosti. Šetření se zúčastnilo celkem 35 zemí, přičemž byli hodnoceni pouze žáci čtvrtých ročníků základní školy.

### PIRLS 2006
PIRLS 2006 hodnotil řadu strategií čtení s porozuměním a měl dva hlavní účely: čtení pro literární zkušenost (čtení ze zájmu a pro osobní potěšení) a čtení pro získání a používání informací (čtení kvůli učení). Test čtení s porozuměním se zabýval čtyřmi procesy:
- vyhledání explicitně uvedených informací
- vytvoření přímého závěru z přečteného textu
- interpretací a integrací myšlenek a informací z textu
- zkoumání a hodnocení obsahu, jazykových a textových prvků

Druhého cyklu studie se zúčastnilo 41 zemí. PIRLS 2006 zahrnulo do hodnocení žáky zapsané do čtvrtého ročníku.

### PIRLS 2011
PIRLS v roce 2011 bylo třetím hodnocením po hodnoceních v roce 2001 a 2006. PIRLS 2011 nabídl zemím, které se účastnily předešlých cyklů šetření, měřit změny v dosažených výsledcích od roku 2001. V tomto šetření měly země možnost se účastnit prePIRLS, snazší verze PIRLS. Studie hodnotila základní čtenářskou gramotnost pro potřeby i těch zemí, ve kterých většina dětí čtvrté třídy stále vyvíjí své základní čtenářské dovednosti.
Pomocí dotazníků pro žáky, rodiče/pečovatele, učitele a ředitele skol byla shromážděna data o zkušenostech, které zažívají děti doma a ve škole při učení se číst. 

### PIRLS 2016
PIRLS bylo čtvrtým cyklem studie. Stejně jako předchozí cykly, tento výzkum sbíral rozsáhlé informace o domácí podpoře pro gramotnost, učebních osnovách a jejich implementaci, výukových praktikách a školních zdrojích v každé zúčastněné zemi. Tento cykl obsahoval přidanou iniciativu: Posouzení gramotnosti PIRLS (dříve známé jako prePIRLS), které je svým rozsahem rovnocenné PIRLS a reflektuje stejné koncepty čtení jako PIRLS. Jeho účelem je rozšířit efektivní měření čtenářské vzdělanosti na spodní hranici na škále úspěšnosti. Země, ve kterých žáci čtvrtých ročníků stále vyvíjejí své základní čtecí dovednosti se mohou zúčastnit PIRLS výzkumu o posouzení gramotnosti a získat výsledky na PIRLS škále úspěšnosti. 
Deset zemí s nejvyšším průměrným výsledkem o úspěšnosti čtení v rámci výzkumu PIRLS 2016 jsou: Ruská federace, Singapur, Hongkong, Irsko, Finsko, Polsko, Severní Irsko, Norsko, Tchaj-wan a Anglie.

### PIRLS 2021
PIRLS, který má být proveden v roce 2021 bude pátým cyklem v rámci výzkumu PIRLS. Bude pokračovat ve sběru informací od žáků zúčastněných v hodnocení, také od jejich rodičů a ředitelů škol o tom, jak vzdělávací systémy poskytují příležitosti ke vzdělání studentům, a také faktory, které ovlivňují, jak studenti těchto příležitostí využívají. PIRLS 2021 nabízí tři flexibilní možnosti, které umožňují účastníkům výzkumu zvolit nejvhodnější formu hodnocení pro jejich vzdělávací systém.

## Česko
Česká republika se zúčastnila výzkumů PIRLS v letech 2001, 2011 a 2016. Nezúčastnila se tedy pouze druhého cyklu výzkumu.
V roce 2016 se šetření zúčastnilo celkem 157 škol. Celkově čeští žáci dosáhli v rámci výzkumu PIRLS 2016 v testu čtenářské gramotnosti nadprůměrného výkonu, který je srovnatelný s výsledky žáků Itálie, Nizozemska, Slovinska, Rakouska a Německa. Rozdíly mezi výsledky čtenářské gramotnosti chlapců a dívek v České republice jsou nepatrné.
V České republice došlo ke statisticky významnému zlepšení ve čtenářské gramotnosti od roku 2001.